# Нулева степен на почерка
„Нулева степен на почерка“ (на френски: Le Degré zéro de l'écriture) е есе на френския литературен теоретик Ролан Барт, издадено през 1953 година.
То е първата самостоятелна книга на Барт, в която той излага възгледите си за природата на писането и връзките му с обществено обусловения език и индивидуалния стил. Тя утвърждава репутацията му в литературната теория и оказва силно влияние върху нея през следващите десетилетия.
„Нулева степен на почерка“ е издадена на български през 2004 година в превод на Асен Чаушев.